# دار سيلا
دار سيلا هو اسم سلطنة «دار سيلا داجو» المتجولة، وهي مجموعة عرقية متعددة القبائِل في تشاد والسودان. تعداد المجموعة يتجاوز 50,000 إنسان. ويتحدثون لغة السيلا (السيلية)، وهي لغة «نيلية صحراوية». معظم أعضاء هذه المجموعة العرقية هم من المسلمين.

## موقع
جغرافياً تقع دار سيلا في الإقليم الجنوبي الشرقي لجمهورية تشاد. يحدها المنطق التشادية:سلامات في الجنوب الغربي، ومنطقة واداي في الشمال ومقاطعة أسونغا في الجنوب الشرقي، ومنطقة دارفور السودانية من الشرق.

## عاصمة
عاصمتها قوز بيضا (أو بيدا) وتعنى بالعربية «الكثبان الرملية البيضاء».

## تاريخ

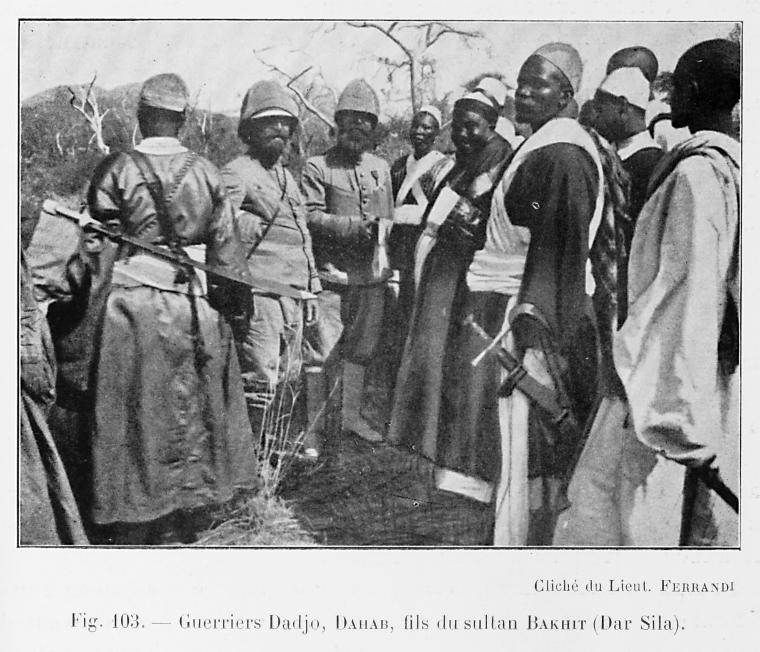
"دادجو واريور دهب بن السلطان بخيت (دار سيلا)". من أفريقيا الاستوائية الفرنسية: البلد، السكان، الاستعمار، السلطات العامة. المحافظ دِ. إم. ميرلين (نُشِرَ عام 1918).

يرجع تاريخها إلى دارفور عندما أمر السلطان «عمر كاسفروجي» آخر سلاطين دارفور تحت حكم الداجو لهذه المنطقة، بإزالة جبل الداجو من أجل الانضمام إلى 99 جبل داجو الآخرين. نتيجة لذلك، مات العديد من الكبار والمحاربين.
وفقًا للعقيد "لارجو"، القائد العام (لقوز بيدا) أثناء الغزو الفرنسي لدار سيلا، عثر على مخطوطةٍ في قصر السلطان "مصطفى ولد سلطان بخيت تَتَتَبَعُ أصل الداجو. وتذكر المخطوطة أن الداجو أتوا وحكموا دارفور منذ فترة طويلة قادمين من اليمن بين العام 619 إلى 892 حتى 1212 م ثم غادروا جبل مرة إلى حجر كادجانو في 1417 إلى 1612 م.
تشير التواريخ المذكورة أعلاه إلى أنَّهم ربما وصلوا إلى دار سيلا في الفترة من 1613 إلى 1614 م

## التسلسل الزمني للسلاطين
بدأ التسلسل الزمني لسلاطين دار سيلا مع السلطان أحمد الدج، أحد أبناء كاسفورغي. تلاه السلطان إبراهيم، السلطان آدم، السلطان حسب الله، السلطان حبيب، السلطان شعيب، السلطان صالح، السلطان عيسى حجر، السلطان عبد الكريم، السلطان عبد اللطيف، السلطان الحاج بولاد، السلطان إسحاق أبو ريشة. السلطان محمد البخيت ونجله السلطان مصطفى.
رفض شقيق سلطان أحمد الدج الملقب بفاروق «فرنه» العيش في سلطنة واحدة بدار سيلا. لذلك قاد عشائره وجنوده للاستقرار في مونجو حيث أسس سلطنة صغيرة أخرى تعرف باسم دار داجو في مقاطعة جويرا إلى الغرب من دار سيلا.